# 蕭文寿
蕭 文寿（蕭文壽、しょう ぶんじゅ、建元元年（343年）- 景平元年2月10日（423年3月7日））は、南朝宋の武帝劉裕の継母。孝懿皇后の諡号を贈られ追尊された。本貫は蘭陵郡蘭陵県。

## 経歴
洮陽県令の蕭卓と趙氏（呉郡寿昌県君）のあいだの娘として生まれた。趙安宗の死後、劉翹の後妻として迎えられた。長沙景王劉道憐と臨川烈武王劉道規を産んだ。義熙7年（411年）、豫章公太夫人に封じられた。義熙12年（416年）、劉裕が北伐すると、文寿は彭城・寿陽にとどまった。元熙元年（419年）、劉裕が宋王となると、文寿は太妃の号を加えられた。
元熙2年（420年）に入朝し、東府に移り住んだ。同年（永初元年）6月、劉裕が皇帝に即位すると、文寿は皇太后に立てられた。
永初3年（422年）、少帝が即位すると、文寿は太皇太后となった。
景平元年2月丁丑（423年3月7日）、建康の顕陽殿で崩じた。享年81。興寧陵に合葬された。

## 伝記資料
- 『宋書』巻41 列伝第1
- 『南史』巻11 列伝第1